# Георгицени (Сучава)
Георгицени (рум. Gheorghițeni) насеље је у Румунији у округу Сучава у општини Дорна-Арини. Oпштина се налази на надморској висини од 771 m.

## Становништво
Према подацима из 2002. године у насељу је живело 303 становника, од којих су сви румунске националности.